# Liste der Kulturdenkmale in Gerbershausen
Die Liste der Kulturdenkmale in Gerbershausen umfasst die als Ensembles, Einzeldenkmale und Bodendenkmale erfassten Kulturdenkmale in der thüringischen Gemeinde Gerbershausen und ihrer Ortsteile (Stand: 11. Februar 2025).
Die Angaben in der Liste ersetzen nicht die rechtsverbindliche Auskunft der zuständigen Denkmalschutzbehörde.

## Legende
- Bild: zeigt ein Bild des Kulturdenkmals und gegebenenfalls einen Link zu weiteren Fotos des Kulturdenkmals im Medienarchiv Wikimedia Commons
- Bezeichnung: Name, Bezeichnung oder die Art des Kulturdenkmals
- Lage: Wenn vorhanden Straßenname und Hausnummer des Kulturdenkmals; Grundsortierung der Liste erfolgt nach dieser Adresse. Der Link Karte führt zu verschiedenen Kartendarstellungen und nennt die Koordinaten des Kulturdenkmals.
 Kartenansicht, um Koordinaten zu setzen – in dieser Kartenansicht sind Kulturdenkmale ohne Koordinaten mit einem roten bzw. orangen Marker dargestellt und können in der Karte gesetzt werden. Kulturdenkmale ohne Bild sind mit einem blauen bzw. roten Marker gekennzeichnet, Kulturdenkmale mit Bild mit einem grünen bzw. orangen Marker.
- Datierung: gibt das Jahr der Fertigstellung beziehungsweise das Datum der Erstnennung oder den Zeitraum der Errichtung an
- Beschreibung: bauliche und geschichtliche Einzelheiten des Kulturdenkmals, vorzugsweise die Denkmaleigenschaften
- ID: Die ID identifiziert das Kulturdenkmal eindeutig. In Thüringen sind aktuell keine IDs veröffentlicht. In der ID-Spalte kann sich auch folgendes Icon  befinden, dies führt zu Angaben zu diesem Kulturdenkmal bei Wikidata.

## Einzeldenkmale
| Bild                                    | Bezeichnung                                                                                   | Lage                                                                                        | Datierung | Beschreibung | ID |
| --------------------------------------- | --------------------------------------------------------------------------------------------- | ------------------------------------------------------------------------------------------- | --------- | ------------ | -- |
| weitere Bilder Fotos hochladen          | Kirche mit Ausstattung, Kirchhof, Angertisch und Futtermauer / Kath. Pfarrkirche St. Johannis | Kirchplatz Flur 5 / Flurstück(e) 328/30, 325/30 (Karte)                                     |           |              |    |
| Direkt Bild zu diesem Denkmal hochladen | Bildstock                                                                                     | Kirchplatz o. Nr. beim Friedhof Flur 5 / Flurstück(e) 161/5                                 |           |              |    |
| Direkt Bild zu diesem Denkmal hochladen | Bildstock                                                                                     | Krumbach o. Nr. Ortsausgang Richtung Fretterode, beim Festplatz Flur 5 / Flurstück(e) 143/7 |           |              |    |
| Direkt Bild zu diesem Denkmal hochladen | Wohnhaus                                                                                      | Steinweg 104 Flur 5 / Flurstück(e) 19/18                                                    |           |              |    |
| Direkt Bild zu diesem Denkmal hochladen | Wohnhaus                                                                                      | Steinweg 105 Flur 5 / Flurstück(e) 18/15                                                    |           |              |    |
| Direkt Bild zu diesem Denkmal hochladen | Gehöft                                                                                        | Talstraße 135 Flur 5 / Flurstück(e) 30/4                                                    |           |              |    |
| Direkt Bild zu diesem Denkmal hochladen | Wohnhaus                                                                                      | Untere Dorfstraße 96 Flur 5 / Flurstück(e) 39/4                                             |           |              |    |
| Direkt Bild zu diesem Denkmal hochladen | Erbbegräbnis / Hansteiner Erbbegräbnis                                                        | Waldstück bei der Junkerkuppe Flur 2 / Flurstück(e) 26/1                                    |           |              |    |